# رون لويد
رون لويد (بالفرنسية: Ron Lloyd)‏ (و. م) هو ضابط بحري كندي، ويحمل رتبة عسكرية لواء بحري.

## مناصب
تولى منصب Commander of the Royal Canadian Navy ‏ (منذ 2016).

## الخدمة العسكرية
خدم في البحرية الملكية الكندية (منذ 1985).

## القيادات
تولى قيادة:
- البحرية الملكية الكندية (منذ 2016).